# Dunapataj
Dunapataj est un village et une commune du comitat de Bács-Kiskun en Hongrie. Sa population s'élève à 3 347 habitants au 1er janvier 2009.

## Étymologie
Le nom Pataj du village vient d'un nom propre Pata ; Duna est le nom hongrois du fleuve Danube qui borde la commune à l'ouest.